# ミギカタアガリ旅行社
『ミギカタアガリ旅行社』（ミギカタアガリりょうこうしゃ）は、テレビ東京で2018年4月7日から9月29日まで放送された紀行番組である。通常編成時には毎週土曜23:55 - 翌0:20（JST）に放送された。

## 概要
本番組は、世界各地のリゾートにおいて、現地に在住するガイドが「最強おすすめスポット」について紹介するといった内容である。

## スタッフ
- 構成：堀由史、宮丸直子、ヒロエトオル、安齋友朗
- カメラ：五十嵐陽、奥村一彦、津田欣典、岸賢俊
- 音声：秋元友梨香、伊計大介、三宅凌平
- 技術協力：麻布プラザ、スウィッシュジャパン、MABU、ネクストライ
- 編集：辻泰治
- MA：岡崎穰
- 音響効果：遠藤治朗
- タイトルCG：仲里カズヒロ
- キャスティング：ビーオネスト
- ディレクター：あべふみや、阿部和孝（オフィスクライン）、中根拓也（RUMBLE BEE inc）、原田浩司
- 演出：川田忠仁
- 制作プロデューサー：今瀧陽介、杉野恭史
- プロデューサー：山崎圭介、神夏磯秀、田井中皓介、關根清隆、宗田昭彦、柿澤健人
- チーフプロデューサー：澤井伸之
- 制作協力：BACK-UP MEDIA
- 製作：テレビ東京、吉本興業